# Chiddy Bang
Chiddy Bang er en Hip Hop/Electronica-gruppe fra USA.
| Musikgruppe | Spire Denne artikel om en amerikansk musikgruppe er en spire som bør udbygges. Du er velkommen til at hjælpe Wikipedia ved at udvide den. |